# Jimmy Dunne (futbolista de 1997)
|  | No s'ha de confondre amb Jimmy Dunne. |

James Gerard Dunne (19 d'octubre de 1997) és un futbolista professional irlandés que juga de defensa central pel Burnley FC anglés.